# 埼玉県道・東京都道40号さいたま東村山線

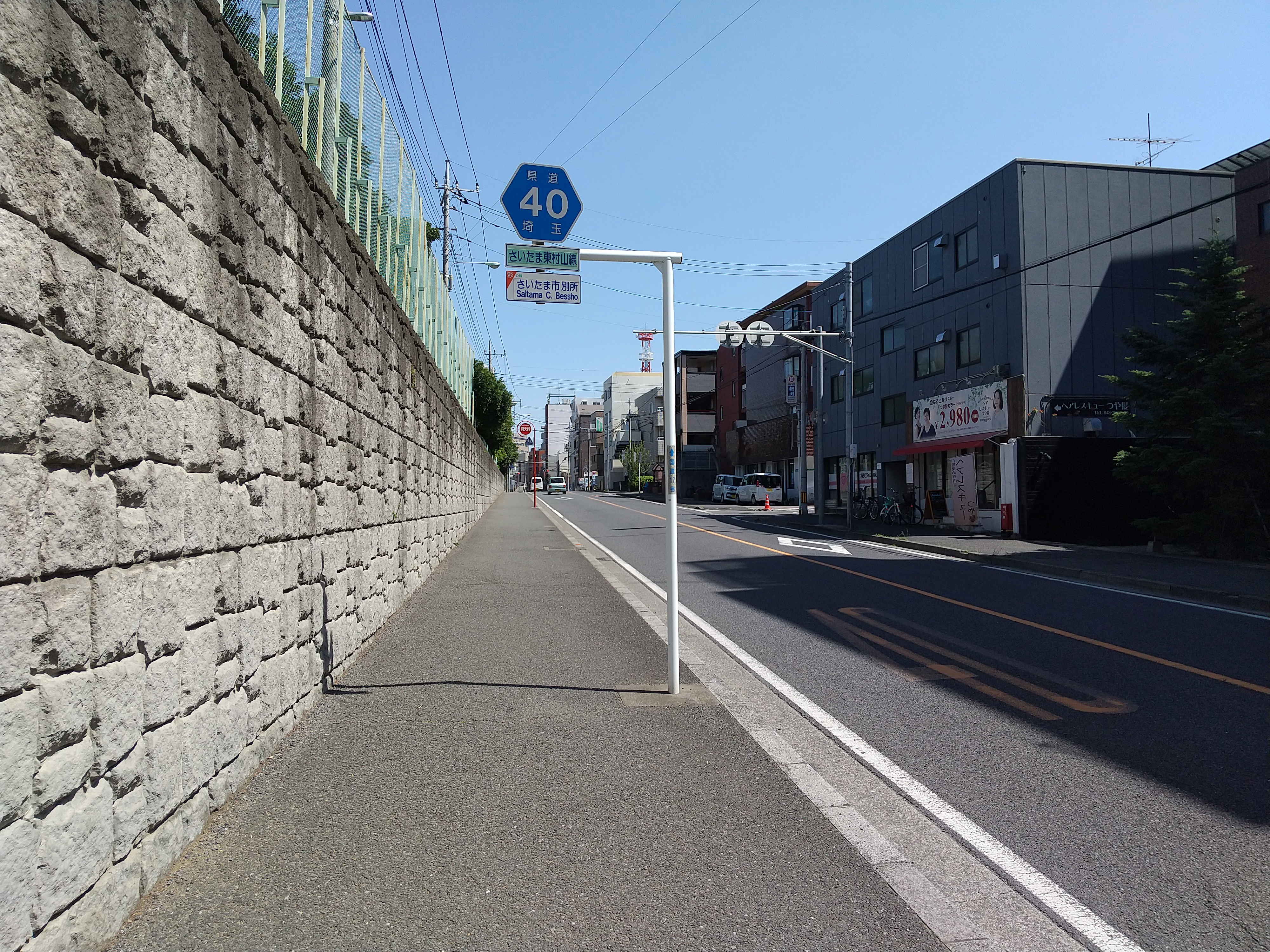
埼玉県さいたま市南区別所付近

埼玉県道・東京都道40号さいたま東村山線（さいたまけんどう・とうきょうとどう40ごう さいたまひがしむらやません）は、埼玉県さいたま市浦和区高砂三丁目および同四丁目の県庁前交差点から東京都東村山市久米川町一丁目および同五丁目の久米川町交差点に至る都県道（主要地方道）である。東京都清瀬市内には途中、埼玉県新座市内をかすめる形で支線も存在し、多摩南北道路に位置づけられている都市計画道路府中清瀬線に属する。

## 概要
当路線の一部の区間は1973年（昭和48年）12月までは「浦和所沢線」本線であったが、1975年にバイパスが建設され、後にそのバイパスが本線となり（現在は国道463号本線の一部）、それまでの浦和所沢線は分割され、当路線（当時は浦和東村山線）の一部、川越新座線の一部、所沢青梅線の一部、及び練馬所沢線の一部に分割された。なお、1994年（平成6年）4月1日までは13号浦和東村山線だった。その後2001年（平成13年）にはさいたま市発足に伴いさいたま東村山線に改称した。当路線は江戸時代の府中通り大山道と似たルートとなっている（この道の通行人は、秋ヶ瀬橋架橋前まで行われていた「秋ヶ瀬橋の渡し」を利用して荒川を渡っていた）。埼玉県内は、埼玉県の「まちのシンボルロード」事業の対象路線に指定されているほか、中浦和駅付近から田島交差点までは都市計画道路田島大牧線の区間である。

### 路線データ
- 起点：埼玉県さいたま市浦和区高砂三丁目・四丁目（県庁前交差点、国道17号・国道463号交点）
- 終点：東京都東村山市久米川町一丁目・五丁目（久米川町交差点、東京都道4号東京所沢線・東京都道16号立川所沢線交点）

## 歴史
- 1977年（昭和52年）：県道13号浦和東村山線として認定される。
- 1993年（平成5年）5月11日：建設省から、都県道13号浦和東村山線が浦和東村山線として主要地方道に指定される[2]。
- 1994年（平成6年）4月1日：整理番号を40へ統一。

## 路線状況

### 通称
- 志木街道（さいたま市内の全区間、新座市 志木陸橋（南）交差点 - 東京都東村山市 秋津町三丁目交差点）[3][4][5][6][7][8][9]
- いろは通り（埼玉県志木市 秋ヶ瀬橋交差点 - 志木市役所前交差点）[6]
- 本町通り（埼玉県志木市 志木市役所前交差点 - 本町3丁目交差点）[6]
- 昭和新道（埼玉県志木市 本町3丁目交差点 - 昭和新道交差点）[6]
埼玉県道36号保谷志木線との重複区間の一部
- 慶應通り（埼玉県志木市 昭和新道交差点 - 新座市 志木陸橋（北）交差点）[6]
埼玉県道36号保谷志木線との重複区間の一部
- 立教通り（埼玉県新座市 名称無し交差点（新座市志木市境） - 新座駅南口交差点）[10]
- 所沢街道（東京都東村山市 秋津三丁目交差点 - 東京都東村山市 久米川町交差点）
東京都道4号東京所沢線との重複区間
- 新小金井街道（東京都清瀬市 長命寺前交差点 - 松山三丁目交差点）[8][9]
※支線

### 渋滞・事故・騒音
片側一車線で信号が全般的に多いことに加え、バスやトラックも多いため、全線で速度が低下しがちだが、特に道路幅が狭い埼玉県内区間で渋滞が頻発する。国道254号や新大宮バイパスなど幹線道路との交差点で大きな渋滞が起きる。
- さいたま市
  - 別所沼付近の上り線側の歩道。幅が狭く、自転車と歩行者の接触事故が発生している[4]。
  - 田島交差点、東行。新大宮バイパス南行への右折待ちの車が多く、その後に続く信号との組み合わせで、秋ヶ瀬橋まで車が繋がり、渋滞時には通過に20分ほどかかる。
  - 田島火の見下交差点。交差点の形状がクランク型かつ一車線のため、両方向の右折待ちの車で渋滞となる。
  - 南区関2-11-25から桜区田島3-7-18および田島5-1-15から田島5-4-1は、国土交通省関東地方整備局大宮国道事務所が危険区間と認定している[11]。
  - 2018年1月31日、本県道の北側を国道17号現道からバイパスまで並行する都市計画道路町谷本太線（市役所通り）が全通した[12]。同線は道幅が広く、かつ交通量が少ないため、本県道などからの迂回に適している。
  - 今後、本県道の北側を国道17号現道から荒川付近まで並行する都市計画道路道場三室線が全通する予定であり、さいたま市内の渋滞は改善される見込みである。
- 志木市
  - 本町三丁目交差点付近。市街地で交通量も多く一車線なため、右折待ちの車が繋がると渋滞が起きる。特に朝夕は混雑がひどくなる。
- 新座市
  - 野火止交差点、東行。川越街道との交差点。青信号時間が短い上、国道254号北行の左折車の歩行者待ちで一車線の道が完全に止まってしまうことを起因に渋滞が引き起こされる。また、当交差点は子供の事故が多い[13]。
  - 野火止上交差点は国土交通省関東地方整備局大宮国道事務所が危険な交差点と認定している[11]。
  - 現在、新座警察署が交通違反（歩行者妨害等）取り締まり重点路線に指定している[14]。
- 東村山市
  - 秋津町3-55で2008年12月4日から翌日にかけて行った騒音測定では、昼間が66 db、夜間が62 dbであった（車道端からの距離：3.5 m、地上からの高さ：1.2 m）[15]。

## 地理

### 通過する自治体
- 埼玉県
  - さいたま市（浦和区 - 南区 - 桜区）
  - 志木市
  - 朝霞市 （志木陸橋南交差点内の一部のみ）
  - 新座市
- 東京都
  - 清瀬市
  - 東村山市
  - 東久留米市 ※支線（松山三丁目交差点内の一部のみ）

### 交差する道路
| 接続する道路                                                                       | 接続する道路                                                                       | 交差点名       | 所在地   | 所在地           | 所在地           |
| ---------------------------------------------------------------------------------- | ---------------------------------------------------------------------------------- | -------------- | -------- | ---------------- | ---------------- |
| 国道463号（県庁通り） 岩槻・越谷方面                                               |                                                                                    |                |          |                  |                  |
| 国道17号                                                                           | 国道17号                                                                           | 県庁前         | 埼 玉 県 | さいたま市       | 浦和区           |
| 国道463号                                                                          |                                                                                    | 県庁前         | 埼 玉 県 | さいたま市       | 浦和区           |
| （別所沼通り）                                                                     |                                                                                    |                | 埼 玉 県 | さいたま市       | 南区             |
| 埼玉県道165号大谷本郷さいたま線                                                    | 埼玉県道79号朝霞蕨線                                                               | 田島火の見下   | 埼 玉 県 | さいたま市       | 桜区             |
| 国道17号（新大宮バイパス）                                                         | 国道17号（新大宮バイパス）                                                         | 田島※立体交差  | 埼 玉 県 | さいたま市       | 桜区             |
| （新開通り）                                                                       |                                                                                    |                | 埼 玉 県 | さいたま市       | 桜区             |
|                                                                                    | 埼玉県道79号朝霞蕨線                                                               | 秋ヶ瀬橋       | 埼 玉 県 | 志木市           | 志木市           |
|                                                                                    | （宮戸橋通り）                                                                     | 下宗岡3丁目    | 埼 玉 県 | 志木市           | 志木市           |
| （あきはね通り）                                                                   |                                                                                    | 中宗岡3丁目    | 埼 玉 県 | 志木市           | 志木市           |
|                                                                                    | （宗岡公民館通り）                                                                 | 宗岡公民館前   | 埼 玉 県 | 志木市           | 志木市           |
| （せせらぎの小径）                                                                 | （せせらぎの小径）                                                                 | せせらぎの小径 | 埼 玉 県 | 志木市           | 志木市           |
| 国道254号（和光富士見バイパス）                                                    | 国道254号（和光富士見バイパス）                                                    | 中宗岡4丁目    | 埼 玉 県 | 志木市           | 志木市           |
| 埼玉県道36号保谷志木線（宿通り）                                                   | 埼玉県道36号保谷志木線（宿通り）                                                   | 中宗岡1丁目    | 埼 玉 県 | 志木市           | 志木市           |
| -                                                                                  | 埼玉県道266号ふじみ野朝霞線                                                        | 志木市役所前   | 埼 玉 県 | 志木市           | 志木市           |
|                                                                                    | 埼玉県道113号川越新座線（志木大通り）                                              | 市場坂上       | 埼 玉 県 | 志木市           | 志木市           |
| （バルシティ通り）                                                                 | 本線                                                                               | 本町3丁目      | 埼 玉 県 | 志木市           | 志木市           |
| 埼玉県道244号志木停車場線（本町通り）                                              |                                                                                    | 本町3丁目      | 埼 玉 県 | 志木市           | 志木市           |
| 本線                                                                               | -                                                                                  | 昭和新道       | 埼 玉 県 | 志木市           | 志木市           |
| 埼玉県道112号和光志木線（昭和新道）                                                |                                                                                    | 昭和新道       | 埼 玉 県 | 志木市           | 志木市           |
| （ユリノ木通り）                                                                   | （ユリノ木通り）                                                                   | 慶応志木高校   | 埼 玉 県 | 志木市           | 志木市           |
| 本線                                                                               | （二本松通り）                                                                     | 志木陸橋南     | 埼 玉 県 | 新座市 朝霞市 境 | 新座市 朝霞市 境 |
| 埼玉県道36号保谷志木線（三原通り）                                                 |                                                                                    | 志木陸橋南     | 埼 玉 県 | 新座市 朝霞市 境 | 新座市 朝霞市 境 |
| （新座中央通り）                                                                   | （志木駅西口停車場）                                                               | 志木駅南口     | 埼 玉 県 | 新座市           | 新座市           |
| 本線                                                                               |                                                                                    |                | 埼 玉 県 | 新座市 志木市 境 | 新座市 志木市 境 |
| （愛宕通り）                                                                       |                                                                                    |                | 埼 玉 県 | 新座市 志木市 境 | 新座市 志木市 境 |
| （東北通り）                                                                       | （東北通り）                                                                       | 立教前         | 埼 玉 県 | 新座市           | 新座市           |
|                                                                                    | （鐘の音通り）                                                                     | 立教正門前     | 埼 玉 県 | 新座市           | 新座市           |
| （北野入口通り）                                                                   | （トッパン通り）                                                                   |                | 埼 玉 県 | 新座市           | 新座市           |
| 埼玉県道109号新座和光線（旧川越街道）                                              | 埼玉県道109号新座和光線（旧川越街道）                                              | 野火止上       | 埼 玉 県 | 新座市           | 新座市           |
| 国道254号（川越街道）                                                              | 国道254号（川越街道）                                                              | 野火止         | 埼 玉 県 | 新座市           | 新座市           |
| -                                                                                  | （こもれび通り）                                                                   |                | 埼 玉 県 | 新座市           | 新座市           |
| -                                                                                  | （産業道路）                                                                       | 菅沢           | 埼 玉 県 | 新座市           | 新座市           |
| （あたご菅沢通り）                                                                 |                                                                                    |                | 埼 玉 県 | 新座市           | 新座市           |
| -                                                                                  | （富士見新道）                                                                     |                | 埼 玉 県 | 新座市           | 新座市           |
| （桜株通り）                                                                       |                                                                                    |                | 埼 玉 県 | 新座市           | 新座市           |
| -                                                                                  | 支線（新小金井街道）                                                               | 長命寺前       | 東 京 都 | 清瀬市           | 清瀬市           |
| （市役所通り）                                                                     | -                                                                                  |                | 東 京 都 | 清瀬市           | 清瀬市           |
| （けやき通り）                                                                     |                                                                                    |                | 東 京 都 | 清瀬市           | 清瀬市           |
| 東京都道24号練馬所沢線（小金井街道）東京都道15号府中清瀬線                         | 東京都道24号練馬所沢線（小金井街道）東京都道15号府中清瀬線                         | 郵便局前       | 東 京 都 | 清瀬市           | 清瀬市           |
| 東京都道127号秋津停車場線                                                          |                                                                                    | 秋津1丁目      | 東 京 都 | 東村山市         | 東村山市         |
| （武蔵野線通り）                                                                   |                                                                                    |                | 東 京 都 | 東村山市         | 東村山市         |
| -                                                                                  | （栗木橋通り）                                                                     |                | 東 京 都 | 東村山市         | 東村山市         |
| -                                                                                  | （秋津中通り）                                                                     |                | 東 京 都 | 東村山市         | 東村山市         |
| （旧所沢街道）                                                                     | 東京都道4号東京所沢線（所沢街道）                                                  | 秋津町3丁目    | 東 京 都 | 東村山市         | 東村山市         |
| 東京都道4号東京所沢線・東京都道16号立川所沢線・東京都道17号所沢府中線 （所沢街道） | 東京都道4号東京所沢線・東京都道16号立川所沢線・東京都道17号所沢府中線 （所沢街道） | 久米川町       | 東 京 都 | 東村山市         | 東村山市         |
| 東京都道16号立川所沢線・東京都道17号所沢府中線（府中街道） 小川・府中・立川方面    |                                                                                    |                |          |                  |                  |

| 接続する道路                                                     | 接続する道路                         | 交差点名   | 所在地           | 所在地                      |
| ---------------------------------------------------------------- | ------------------------------------ | ---------- | ---------------- | --------------------------- |
| 本線（志木街道）                                                 | 本線（志木街道）                     | 長命寺前   | 東京都           | 清瀬市                      |
| 東京都道24号練馬所沢線（ひまわり通り）                           |                                      |            | 東京都           | 清瀬市                      |
| 東京都道15号府中清瀬線支線                                       |                                      |            | 東京都           | 清瀬市                      |
| 東京都道15号府中清瀬線（小金井街道）                             | 東京都道15号府中清瀬線（小金井街道） | 松山三丁目 | 東京都 埼玉県 境 | 清瀬市 東久留米市 新座市 境 |
|                                                                  | （水道道路）                         | 松山三丁目 | 東京都 埼玉県 境 | 清瀬市 東久留米市 新座市 境 |
| 東京都道15号府中清瀬線支線（新小金井街道）滝山・小金井・府中方面 |                                      |            |                  |                             |

### 重複区間
- 埼玉県道79号朝霞蕨線（埼玉県さいたま市桜区 田島火の見下交差点 - 埼玉県志木市 秋ヶ瀬橋交差点）
- 埼玉県道36号保谷志木線（埼玉県志木市 中宗岡一丁目交差点 - 埼玉県新座市 志木陸橋南交差点）
- 埼玉県道113号川越新座線（埼玉県志木市 中宗岡一丁目交差点 - 埼玉県志木市 市場坂上交差点）
- 埼玉県道266号ふじみ野朝霞線（埼玉県志木市 志木市役所前交差点 - 埼玉県志木市 昭和新道交差点）
- 東京都道4号東京所沢線（東京都東村山市 秋津三丁目交差点 - 東京都東村山市 久米川町交差点）
- 東京都道15号府中清瀬線支線（東京都清瀬市 名称無し交差点 - 東京都清瀬市 松山三丁目交差点）※支線の一部

### 交差する高速道路・鉄道・河川
- 別所排水路
- 埼京線
- 東北新幹線
- 東日本旅客鉄道武蔵野線西浦和支線
- 武蔵野線大宮支線
- 首都高速埼玉大宮線
- 田島排水路
- 荒川左岸排水路
- 鴨川（さくら草橋）
- 鴨川放水路
- 荒川（秋ヶ瀬橋）
- 新河岸川（いろは橋）
- 柳瀬川（栄橋）
- 東武東上本線
- 武蔵野線
- 関越自動車道
- 西武池袋線
- 空堀川（野塩橋）
- 武蔵野線

### 沿線にある施設など
| 施設名                     | 所在地   | 所在地     | 所在地   |
| -------------------------- | -------- | ---------- | -------- |
| 埼玉県庁                   | 埼 玉 県 | さいたま市 | 浦和区   |
| 埼玉県議会                 | 埼 玉 県 | さいたま市 | 浦和区   |
| さいたま商工会議所         | 埼 玉 県 | さいたま市 | 浦和区   |
| 埼玉県立文書館             | 埼 玉 県 | さいたま市 | 浦和区   |
| 埼玉大学教育学部附属中学校 | 埼 玉 県 | さいたま市 | 南区     |
| 別所沼公園                 | 埼 玉 県 | さいたま市 | 南区     |
| JR中浦和駅                 | 埼 玉 県 | さいたま市 | 南区     |
| JR西浦和駅                 | 埼 玉 県 | さいたま市 | 桜区     |
| 国際医療専門学校           | 埼 玉 県 | さいたま市 | 桜区     |
| さくら草公園               | 埼 玉 県 | さいたま市 | 桜区     |
| 秋ヶ瀬公園                 | 埼 玉 県 | さいたま市 | 桜区     |
| 田島ヶ原                   | 埼 玉 県 | さいたま市 | 桜区     |
| 志木市宗岡小学校           | 埼 玉 県 | 志木市     | 志木市   |
| 志木市郷土資料館           | 埼 玉 県 | 志木市     | 志木市   |
| 朝霞警察署いろは橋交番     | 埼 玉 県 | 志木市     | 志木市   |
| 志木市役所                 | 埼 玉 県 | 志木市     | 志木市   |
| 慶應義塾志木高等学校       | 埼 玉 県 | 志木市     | 志木市   |
| 東武東上線志木駅           | 埼 玉 県 | 新座市     | 新座市   |
| 新座市役所東北出張所       | 埼 玉 県 | 新座市     | 新座市   |
| 新座志木中央総合病院       | 埼 玉 県 | 新座市     | 新座市   |
| 立教新座中学校・高等学校   | 埼 玉 県 | 新座市     | 新座市   |
| 立教大学新座キャンパス     | 埼 玉 県 | 新座市     | 新座市   |
| サンケン電気               | 埼 玉 県 | 新座市     | 新座市   |
| JR新座駅                   | 埼 玉 県 | 新座市     | 新座市   |
| 新座警察署                 | 埼 玉 県 | 新座市     | 新座市   |
| 新座市立野火止小学校       | 埼 玉 県 | 新座市     | 新座市   |
| 平林寺                     | 埼 玉 県 | 新座市     | 新座市   |
| 若宮八幡神社               | 埼 玉 県 | 新座市     | 新座市   |
| 番星寺                     | 埼 玉 県 | 新座市     | 新座市   |
| 八雲神社                   | 東 京 都 | 清瀬市     | 清瀬市   |
| 屋守神社                   | 東 京 都 | 清瀬市     | 清瀬市   |
| 長源寺                     | 東 京 都 | 清瀬市     | 清瀬市   |
| 延年山転寿院長命寺         | 東 京 都 | 清瀬市     | 清瀬市   |
| 日枝神社水天宮             | 東 京 都 | 清瀬市     | 清瀬市   |
| 西武池袋線清瀬駅           | 東 京 都 | 清瀬市     | 清瀬市   |
| 清瀬郵便局                 | 東 京 都 | 清瀬市     | 清瀬市   |
| 清瀬市立芝山小学校         | 東 京 都 | 清瀬市     | 清瀬市   |
| 清瀬中央公園               | 東 京 都 | 清瀬市     | 清瀬市   |
| 国立看護大学校             | 東 京 都 | 清瀬市     | 清瀬市   |
| 信愛病院                   | 東 京 都 | 清瀬市     | 清瀬市   |
| 東星学園                   | 東 京 都 | 清瀬市     | 清瀬市   |
| 東村山市立秋津小学校       | 東 京 都 | 東村山市   | 東村山市 |

## ギャラリー

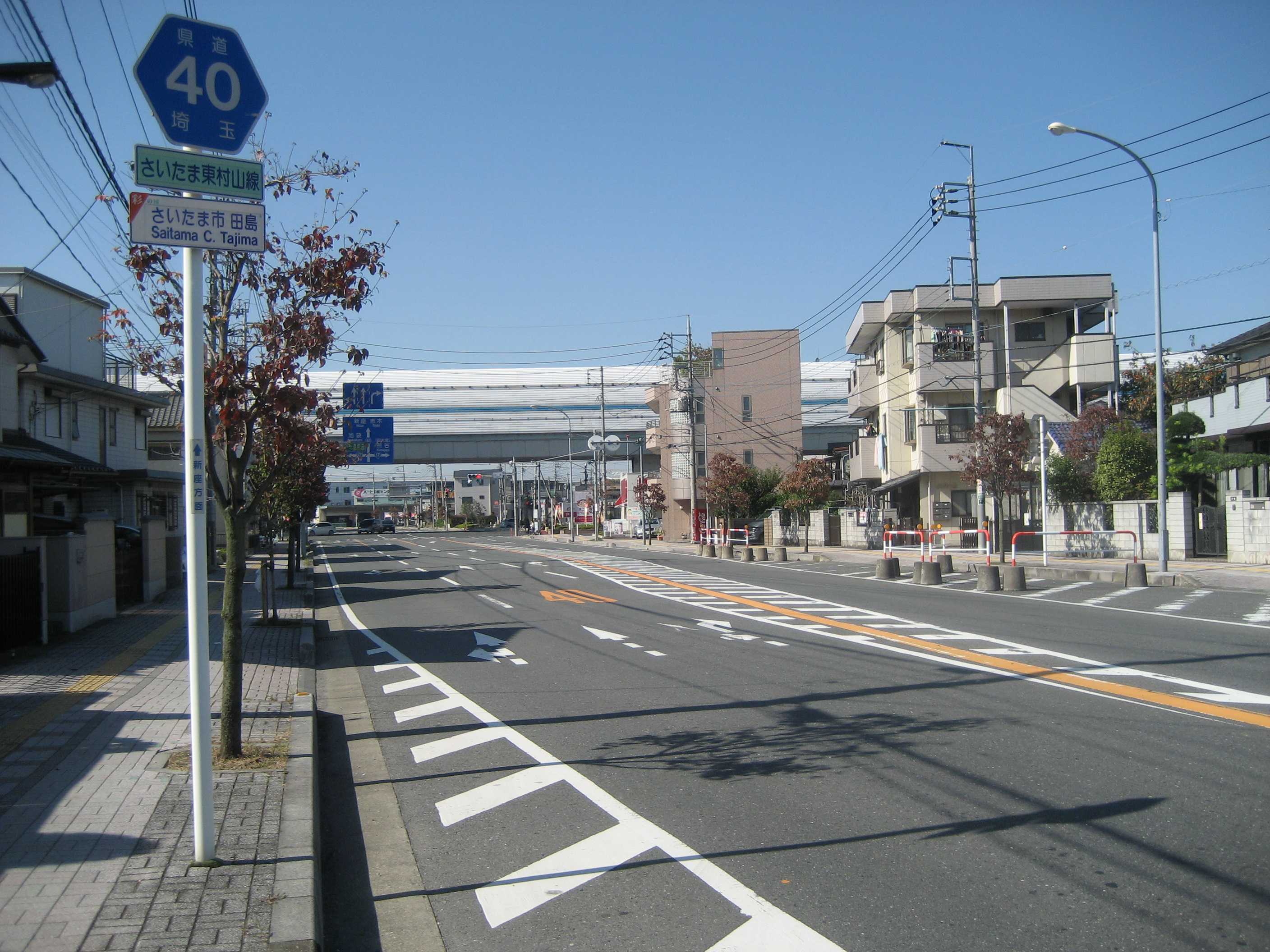
埼玉県さいたま市桜区内（奥の高架は首都高速埼玉大宮線）
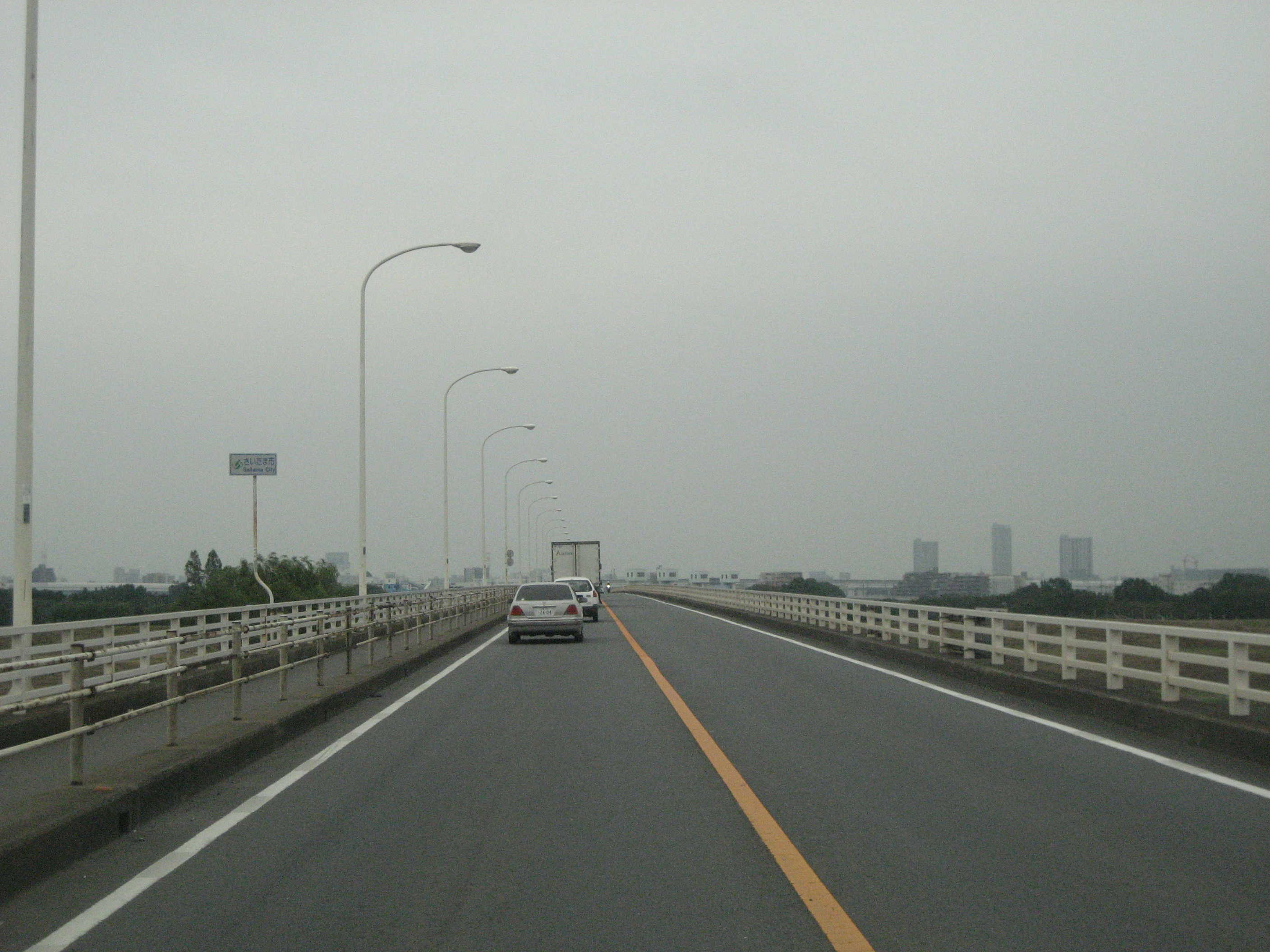
秋ヶ瀬橋（さいたま市方面）
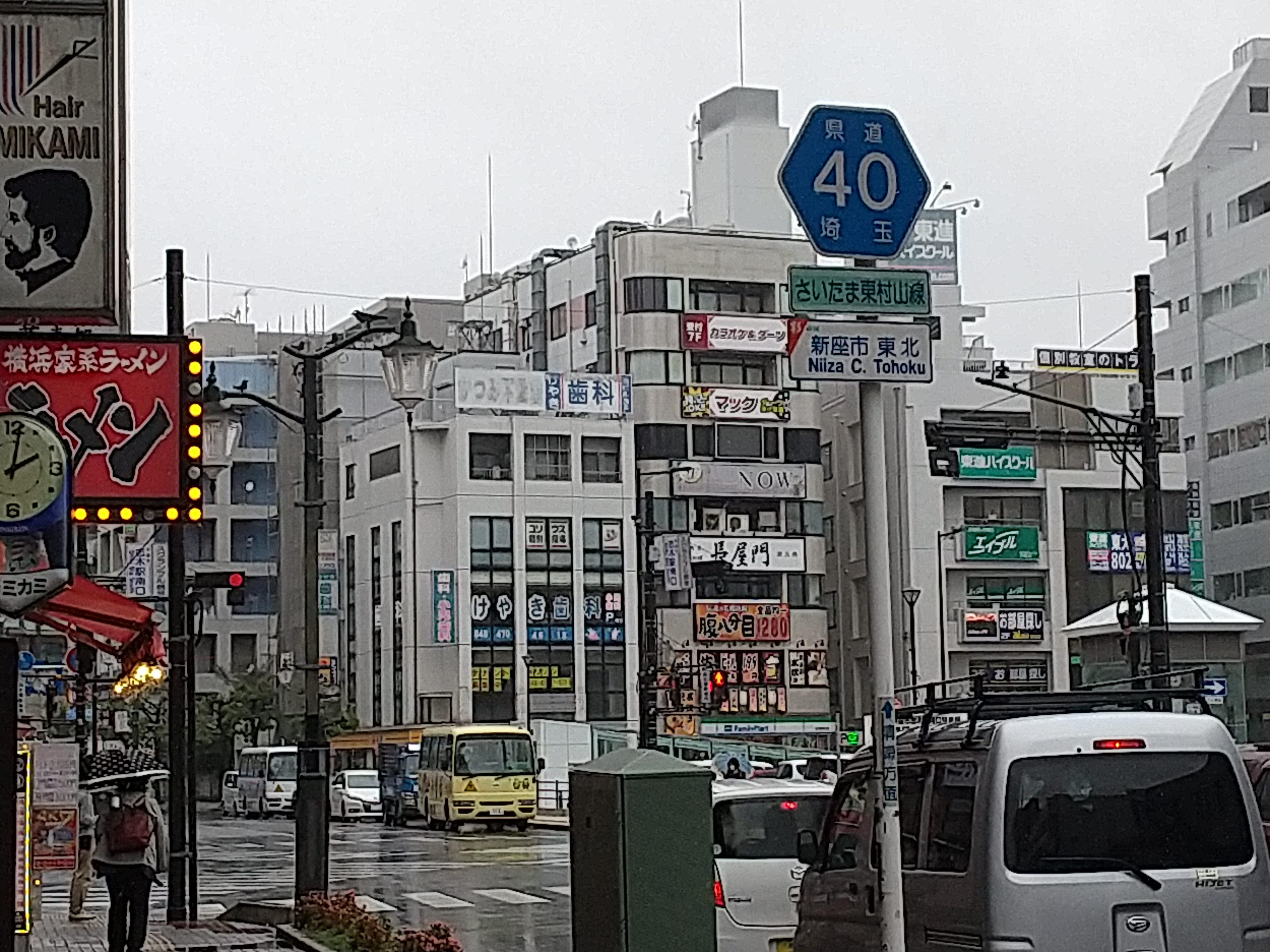
埼玉県新座市東北付近
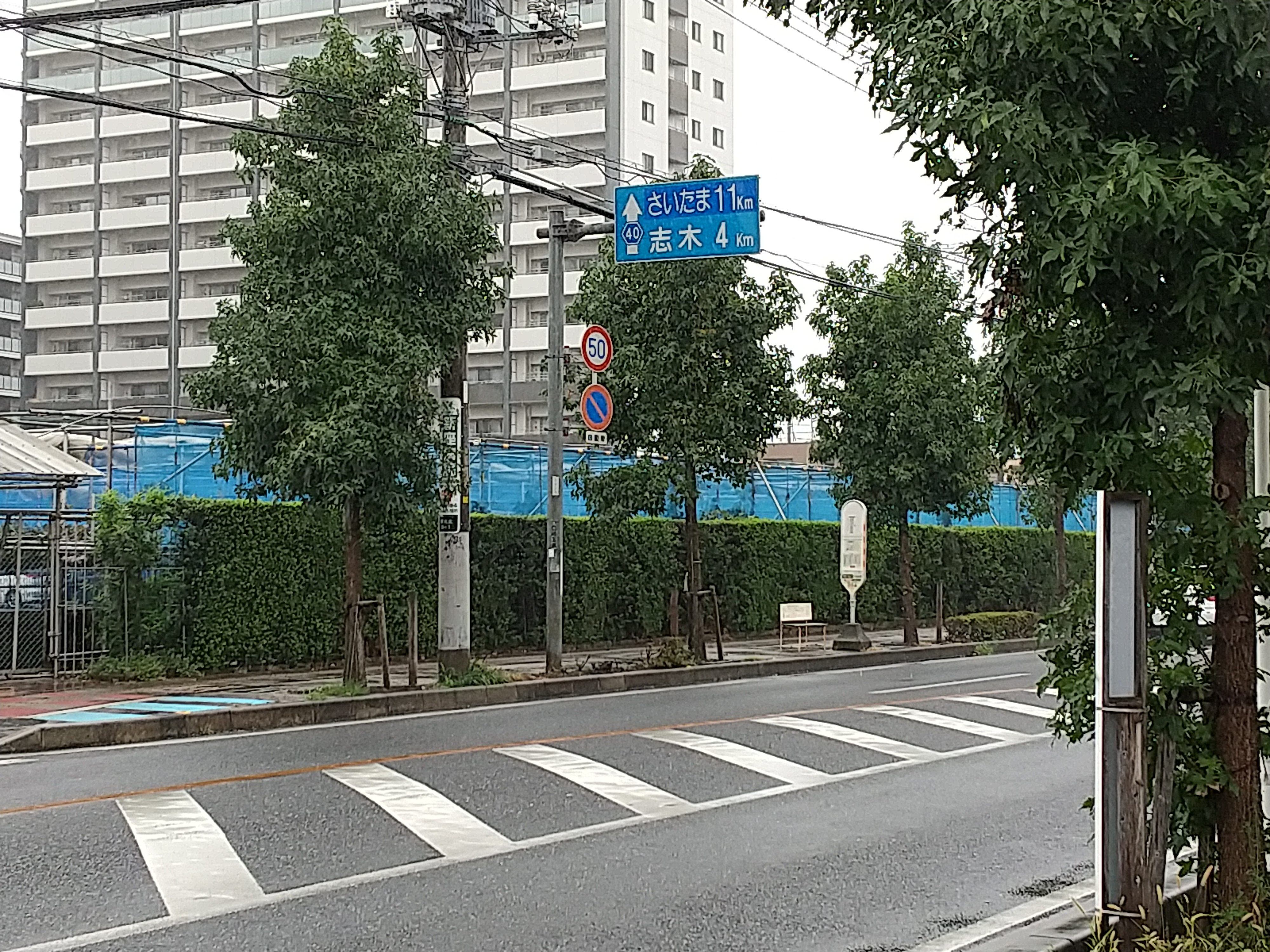
埼玉県新座市野火止付近
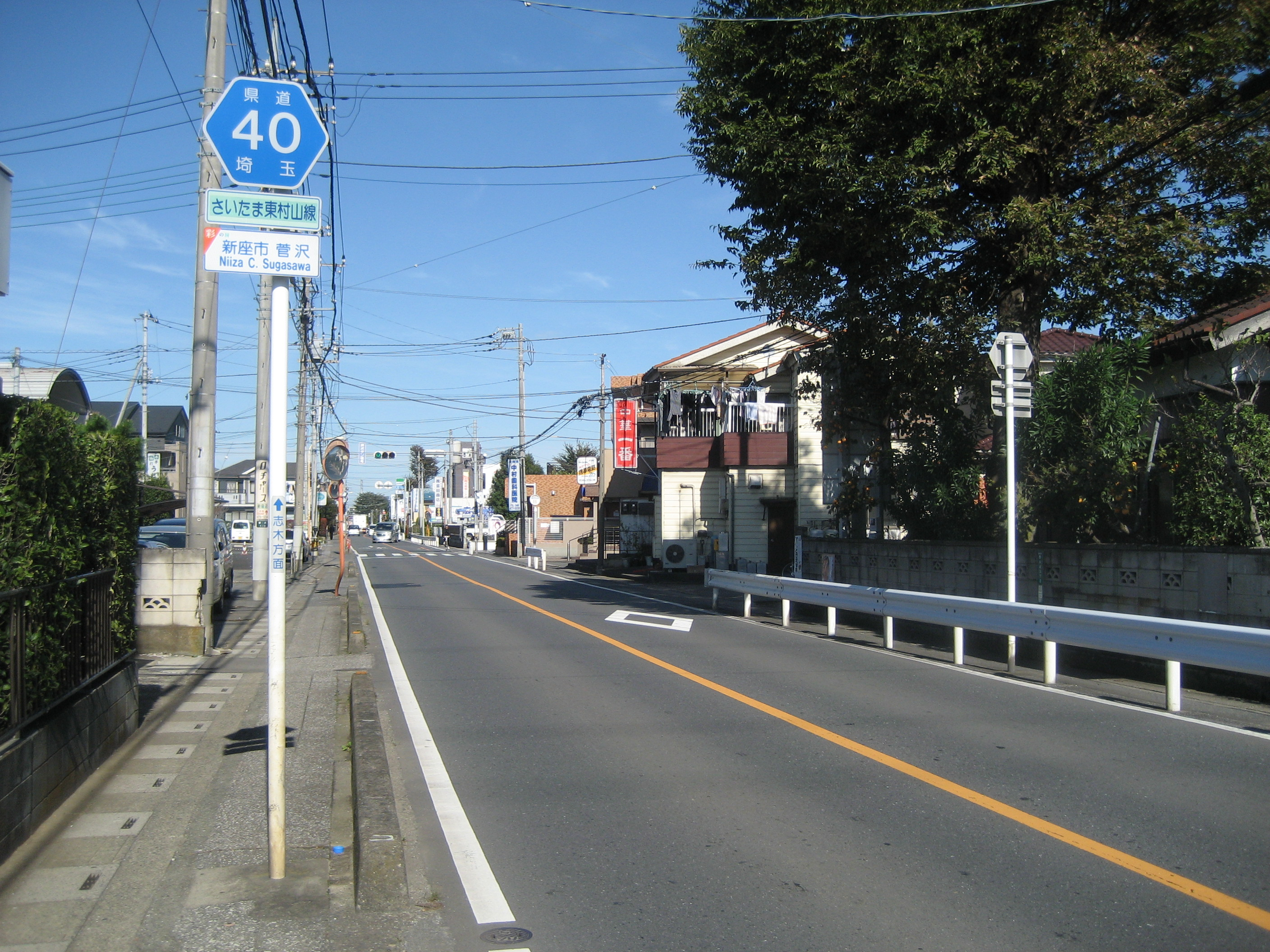
埼玉県新座市菅沢付近
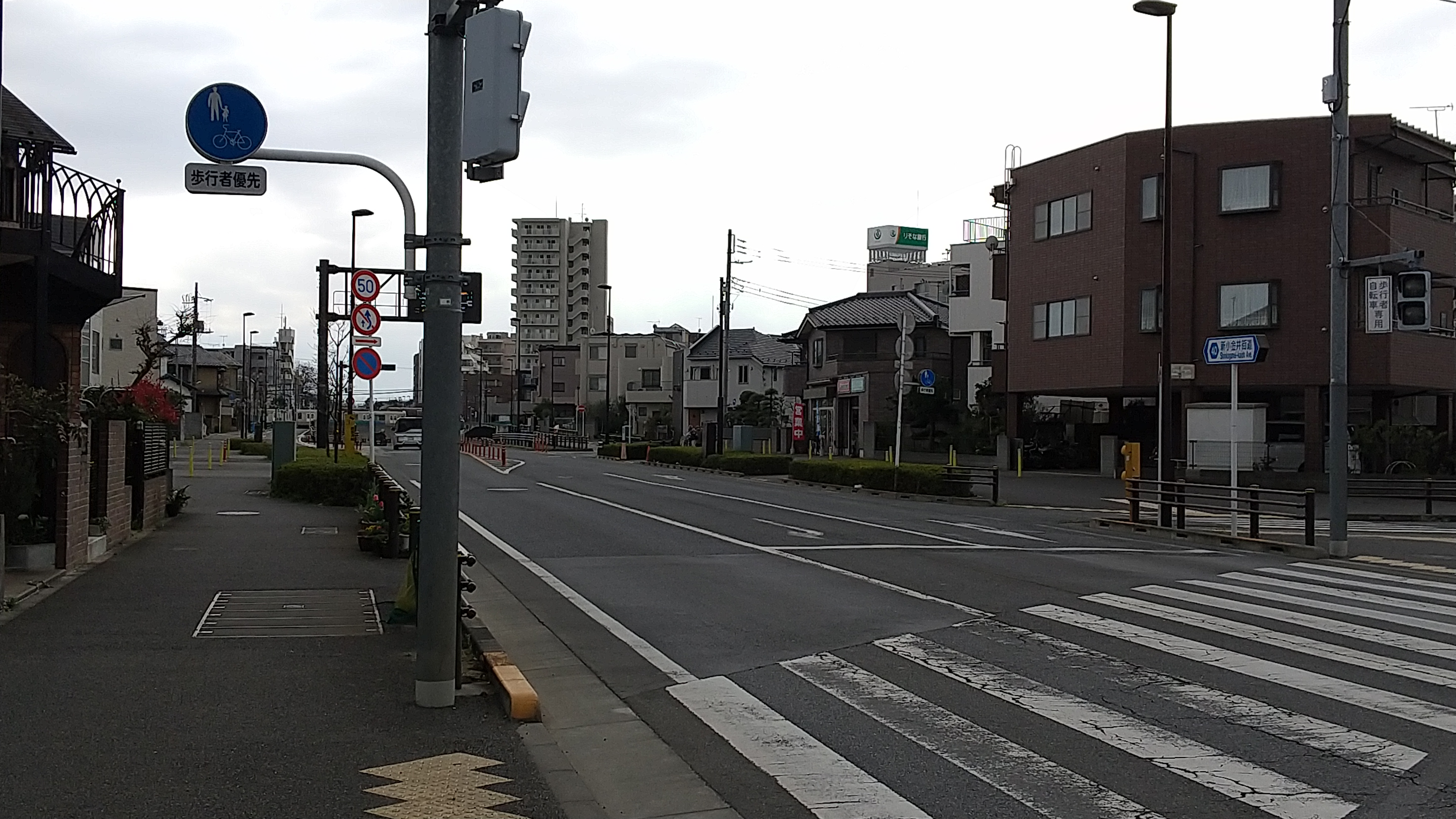
東京都清瀬市上清戸付近
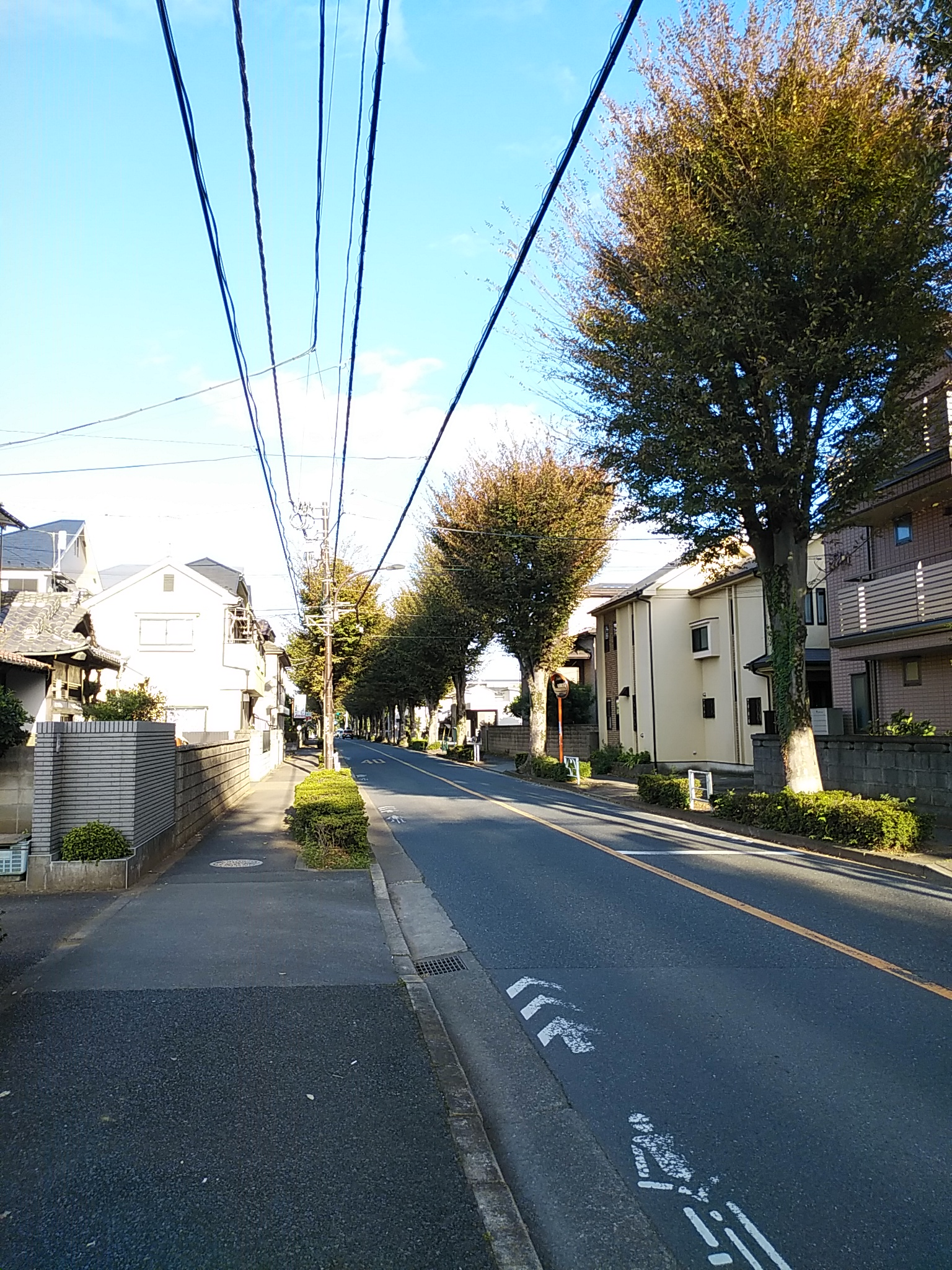
東京都清瀬市中清戸付近